# Mireille Hadas-Lebel

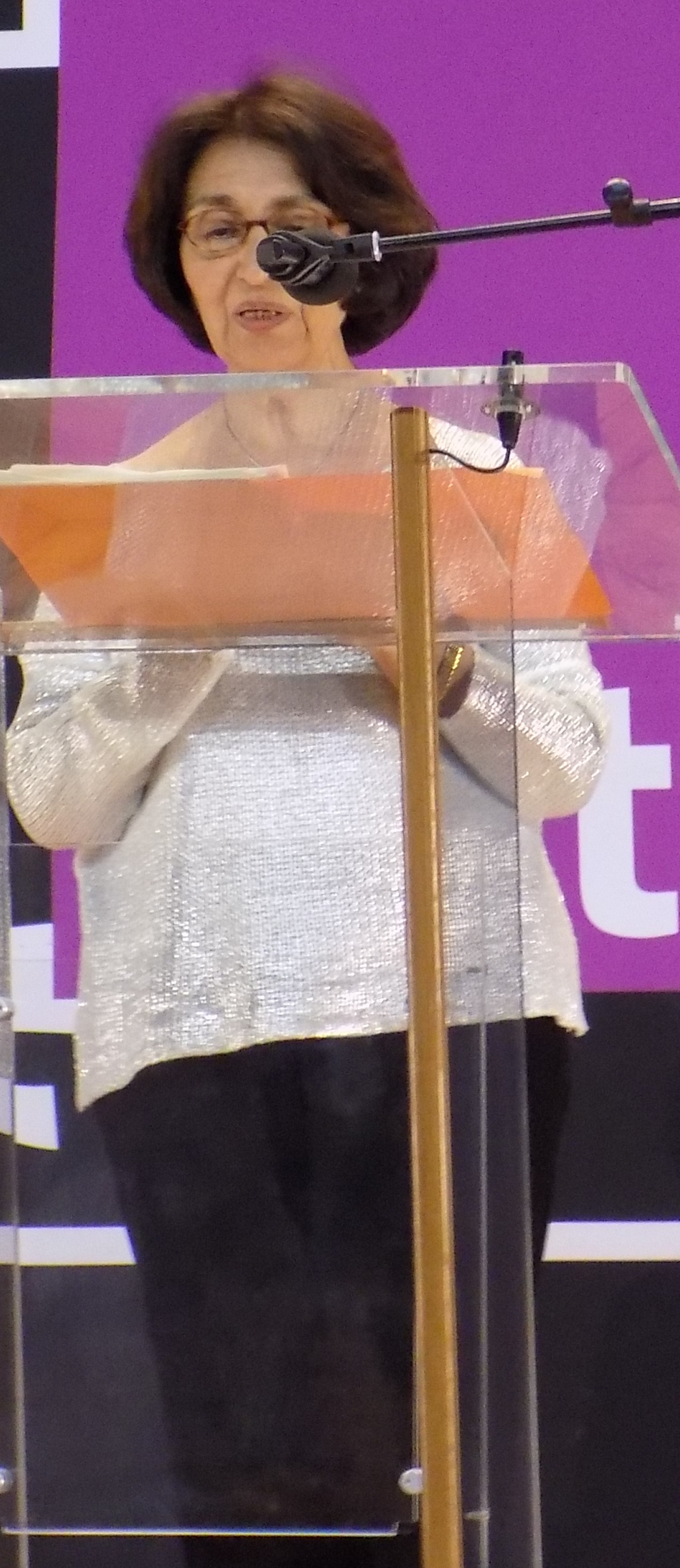
Mireille Hadas-Lebel, 2015

Mireille Hadas-Lebel (geboren am 26. September 1940 in Tunesien) ist eine französische Althistorikerin, spezialisiert auf die Geschichte des Judentums und die hebräische Sprache.

## Leben
Mireille Bonan, geboren am 26. September 1940 in Tunesien in eine jüdische Familie aus Livorno, bestand die Aufnahmeprüfung für die École normale supérieure de jeunes filles (Jahrgang 1960, Fachbereich Geisteswissenschaften). Nach dem Abschluss ihres Lehramtsexamens in Grammatik und ihrer Promotion in Alter Geschichte wurde sie Professorin am INALCO, wo sie über viele Jahre die Abteilung für Hebräisch leitete. Bis zu ihrer Pensionierung lehrte sie Religionsgeschichte an der Universität Paris IV. Ihre Vorlesungen behandelten die Geschichte des Judentums in der Antike, insbesondere die Beziehungen Judäas zur hellenistischen und römischen Welt sowie die Bedeutung der jüdischen Diaspora. Dabei stützte sie sich auf die Analyse von Texten griechischer und römischer Autoren sowie auf die historischen Bücher der Bibel.
Mireille Hadas-Lebel ist zudem Vizepräsidentin der Amitié judéo-chrétienne de France (AJCF) und mit dem hohen Beamten Raphaël Hadas-Lebel verheiratet.

## Auszeichnungen
- Ehrenlegion (Chevalier de la Légion d'honneur).
- Offizierin des Nationalen Verdienstordens (Officier de l’Ordre national du Mérite).
- Offizierin des Ordens der Akademischen Palmen (Officier de l’Ordre des Palmes Académiques).

## Schriften (Auswahl)
- Massada : der Untergang des jüdischen Königreichs oder die andere Geschichte von Herodes / Mireille Hadas-Lebel. Mit dem Bericht von Flavius Josephus. Aus dem Franz. übers. von Hans Thill. Wagenbach, Berlin 1995, ISBN 978-3-8031-2255-1.
- Jérusalem contre Rome (= Biblis histoire. Band 12). Éditions du Cerf / CNRS Éditions, Paris 2011, ISBN 978-2-271-07303-7.